# Associazione Calcio Lecco 1943-1944
Questa pagina raccoglie le informazioni riguardanti l'Associazione Calcio Lecco nelle competizioni ufficiali della stagione 1943-1944.

## Stagione
Nella stagione 1943-1944 il Lecco ha disputato il girone C del Torneo Misto Lombardo. Con 20 punti in classifica ha ottenuto il primo posto a braccetto della Pirelli di Milano-Bicocca, che poi ha battuto negli spareggi per accedere al girone finale.

## Rosa
| N. |                   | Ruolo | Calciatore          |
| -- | ----------------- | ----- | ------------------- |
|    | Italia (bandiera) | P     | Giovanni Tronconi   |
|    | Italia (bandiera) | P     | Giuseppe Zibetti    |
|    | Italia (bandiera) | D     | Francesco Meregalli |
|    | Italia (bandiera) | D     | Giuseppe Mettica    |
|    | Italia (bandiera) | D     | Carlo Rossetti      |
|    | Italia (bandiera) | D     | Sain                |
|    | Italia (bandiera) | D     | Costantino Sala     |
|    | Italia (bandiera) | C     | S. Cerioli          |
|    | Italia (bandiera) | C     | Ciocca              |

| N. |                   | Ruolo | Calciatore         |
| -- | ----------------- | ----- | ------------------ |
|    | Italia (bandiera) | C     | Rinaldo Consonni   |
|    | Italia (bandiera) | C     | Carlo Corti        |
|    | Italia (bandiera) | C     | Pietro Riva        |
|    | Italia (bandiera) | A     | Vittorio Erba      |
|    | Italia (bandiera) | A     | Pierino Esposito   |
|    | Italia (bandiera) | A     | Aldo Morosini      |
|    | Italia (bandiera) | A     | Aurelio Piazza     |
|    | Italia (bandiera) | A     | Aldo Prata Pizzala |